# Saint-Étienne-de-Crossey
Saint-Étienne-de-Crossey là một xã của tỉnh Isère, thuộc vùng Rhône-Alpes, đông nam nước Pháp.